# Amphioplus ochroleuca
Amphioplus ochroleuca är en ormstjärneart som först beskrevs av Brock 1888.  Amphioplus ochroleuca ingår i släktet Amphioplus och familjen trådormstjärnor. Inga underarter finns listade i Catalogue of Life.